# Albania na Mistrzostwach Świata w Lekkoatletyce 2015
Albania na Mistrzostwach Świata w Lekkoatletyce 2015 – reprezentacja Albanii podczas Mistrzostw Świata w Pekinie liczyła 1 zawodniczkę, która nie zdobyła medalu.

## Występy reprezentantów Albanii
| Konkurencja           | Zawodnik   | Runda 1  | Runda 1 | Półfinał | Półfinał | Finał    | Finał   |
| Konkurencja           | Zawodnik   | Rezultat | Pozycja | Rezultat | Pozycja  | Rezultat | Pozycja |
| --------------------- | ---------- | -------- | ------- | -------- | -------- | -------- | ------- |
| Bieg na 1500 m kobiet | Luiza Gega | 4:09,36  | 21.     | NQ       | NQ       | NQ       | NQ      |